# Mylesinus paucisquamatus
Mylesinus paucisquamatus é uma espécie de peixe do gênero Mylesinus. 
É encontrado na bacia do Rio Tocantins.